# ان‌جی‌سی ۷۰۲۷
ان‌جی‌سی ۷۰۲۷ (انگلیسی: NGC 7027) سحابی حشره جواهر، یک سحابی سیاره‌ای بسیار جوان و انبوه است که در حدود ۳۰۰۰ سال نوری (۹۲۰ پارسک) از زمین در صورت فلکی ماکیان قرار دارد. این سحابی که در سال ۱۸۷۸ توسط ادوارد استفان با استفاده از بازتابنده ۸۰۰ میلی‌متری (۳۱ اینچی) در رصدخانه مارسی کشف شد، یکی از کوچک‌ترین سحابی‌های سیاره‌ای است و بسیار مورد مطالعه قرار گرفته است.